# Мела (Месина)
Мела је насеље у Италији у округу Месина, региону Сицилија.
Према процени из 2011. у насељу је живело 41 становника. Насеље се налази на надморској висини од 299 м.